# Арко ди Риккардо
Арко ди Риккардо (итал. Arco di Riccardo) — римская триумфальная арка в Триесте, Италия. Арка высотой 7,2 метра — единственная сохранившаяся часть римских стен города, построена в 33-32 годах до нашей эры.
Народная этимология связывает название арки с Ричардом Львиное Сердце, королём Англии и участником крестовых походов, побывавшем в окрестностях города в начале 1190-х годов. Более научно обоснованная версия увязывает нынешнее название с искажённым Арко дель Кардо («Арка Кардо»). Кардо — градообразующая магистральная улица римских городов, проходящая с севера на юг. Ещё одна гипотеза состоит в том, что название искажено от Arco del Ricario, где Рикарио — это соседнее с аркой средневековое здание суда.
На протяжении Средневековья арка, хоть и оставалась в основном видимой, постепенно скрывалась в застройке, становилась частью новых зданий. Её западная сторона была полностью освобождена от застройки в 1913 году, но восточная часть до сих пор остается частью современного здания.